# 解放路 (镇江)
32°12′10″N 119°27′17″E / 32.2026837°N 119.4547405°E
解放路是中華人民共和國江苏省镇江市的南北向干道。南至天桥支路，北至长江边，全长2949米，宽40米。

## 歷史
该路在1929年以前原为南北贯通镇江城内的一系列条石小街，从南向北各段的名称分为：小教场、观音楼、大市口、四牌楼、高桥、鼎新街、大教场。1929年，国民政府建都南京后，江苏省会迁往镇江，随即开始兴建的第一批市政工程中，就将上述条石小街拓宽改建为近代马路，取名中正路。汪精卫政府时期一度改名和平路，1945年恢复中正路名称。1949年4月23日共产党夺取镇江后，将该路更名为解放路。